# Олджейту
Олджейту або Йолджайтю (*ᠦᠯᠵᠡᠢᠲᠦ ᠺᠬᠠᠨ бл. 1280 — 16 грудня 1316) — хан Ільханів у 1304—1316 роках. З монгольської мови ім'я перекладається як «Благословенний». Відомий також як Мохаммед Ходебанде.

## Життєпис

### Молоді роки
Походив з династії Хулагуїдів. Син Аргун-хана, володаря держави Ільханів, та Урук-хатун. При народженні отримав християнське ім'я Миколай (на честь папи римського Миколая IV) та монгольське — Олджейту. Замолоду навернувся на буддизм.
У 1280-х роках навернувся на іслам сунітського напряму. Зі сходження зведеного брата Газан-хана на трон, отримав посаду намісника Хорасану. У 1290-х роках за часів свого брата Газан-хана став шиїтом. Тоді прийняв ім'я Мухаммед, від оточення отримав прізвисько Худабенде.

### Володарювання
У 1304 році після смерті брата Ольджейту успадкував трон Ільханів. Відразу призначив своїми радниками шиїтських богословів аль-Хіллі та Майтама аль-Бахарі. Того ж року дав згоду на впровадження консулату для генуезьких купців в Тебризі.
Водночас продовжив політику попередників щодо зміцнення стосунків з Європою. У 1305 році відправив посольство до папи римського Климента V, Філіппа IV, короля Франції, Едуарда I, короля Англії. Водночас укладено угоду з Андроніком II, імператором Візантії, проти Османського бейліка.
1306 року заснував місто Султанія (Солтаніє). Того ж року надав привілеї венеціанським купцям. Олджейту сприяв подальшому піднесенню Тебриза, який перетворився на центр створення золотих виробів та шовкових тканин. 1307 року відправив нове посольство до папи римського Климента V, з яким було домовлено про спільні дії в Сирії проти Мамлюкського Єгипту. Водночас військам Ільхана вдалося повністю підкорити Герат. В цей період відбувається піднесення родів Чобанідів та Киртів.
1308 року відправив 30 тис. кінноти проти Османа I, еміра бейліка, якому завдано поразки в Віфінії. 1309 року заснував в Ширазі Дар-ель-Сайєду (Сади Сайєда), які наділив щорічним доходом у 10 тис. динарів. У 1310 році започаткував традицію забирання дітей з жидівських та християнських родин, яких навчали як мусульман.
У 1312 році розпочав військову кампанію проти Єгипту. Війська Олджейту підтримали хрестоносці та Папа Римський. У 1313 році монголи захопили Сирію до Дамаска включно, але зрештою не змогли втримати Дамаск.
Помер у 1316 році у м. Солтаніє. Йому спадкував син Абу-Саїд Багадур-хан.

## Родина
Мав декілька дружин, з яких однією була Ірена, донька імператора Андроніка II.
Діти:
- Абу-Саїд (1305—1335), хан у 1316—1335 роках
- Доуланді-хатун
- Саті-Бега